# Camp Chi
Camp Chi egy zsidó nyári tábor Wisconsin Dells, Wisconsin. településen. A Camp Chiben főként 5-11. évfolyamos zsidó gyerekek táboroznak. A tábor a Lake Blass partján található, a Perlstein Resort mellett. 1921-ben alapították a Chicagói Héber Intézet részeként, amit a Jewish Community Centers of Chicago. vezet.

## Története
A Camp Chi-t 1921-ben alapították a Chicago Hebrew Institute részeként a Jewish Community Centers of Chicago. Az 1940-es években a tábort a Jewish Auxiliary és a Zsidó Intézet női klubja támogatta, utóbbi az étkezések megoldásával. Az 1950-es években a tábor nyári létszáma elérte az 1500 főt 5 és 16 éves kor között. Maga a tábor több ingyenes nyári eseményt és kirándulást biztosított a zsidó idős emberek számára is.

## Falvak
A Camp Chi korosztály (évfolyam) alapján több csoportra osztható:
- Shoreshim (5. évfolyam)
- Tsofim (6. évfolyam)
- Chalutsim (7. évfolyam)
- Habonim (8. évfolyam)
- Noar (9. és 10. évfolyam)
- SIT, azaz a Staff In Training(S.I.T) (11. évfolyam): belőlük lesznek a következő évben counselor-ök, azaz a gyerekekre vigyázók.

## Tevékenységek
- Művészetek: kézművesség, kerámiakészítés kézzel, kerámiakészítés kerékkel , digitális fotózás, üvegfúvás, ékszerkészítés, mozaikozás, festés és rajzolás, textilfestés, famegmunkálás, shibori ori
- Sportok íjászat, baseball, kosárlabda, strandröplabda, cheerleading, frisbee golf, lacrosse, európai foci, softball, tenisz, röplabda, erősítés & fitness, ultimate frisbee
- Főzőiskolaa konyhában, szabad tűzön
- Keshet A mozgáskorlátozott gyerekek számára 2009-ben kialakítottak egy külön kabint.[8]
- Kedvesség

A CHIne On program magyarra átültetve "süt rád", 2008-ban alakították ki, melynek lényege a táborozók olyan alapvető kedvességgel kapcsolatos tetteket tanulhatnak meg, amelyek a zsidó hit alapvető vonásaihoz tartoznak. Ezek héberül a חסד és a כבוד.
- Média tábori újság, rádió, videókészítés
- Judaizmus A Camp Chi táborozóit a Hillel Initiative tanítja a modern Izrael történelmének eseményeire.[10]
- Szabadtári kalandok kötélpálya, lovaglás, sziklamászás, túrázás
- Színjátszás

Camp Play – színészet & színdarab gyártás
Hip Hop
Chi's Got Talent tehetségkutató show
- Vízi sportok vízi aerobik, kenuhalászat, funyaking, evezés, vitorlázás, úszás, vízi kosárlabda, vízisíelés, water tubing, knee boarding, wake boarding

## Híres táborozók
- Jeffrey A. Melton[11]
- Baruch Stone
- Anna Slotky

## Fontos éves események
Chi Burning
A tábort záró CHI felirat tűzzel való megjelenítés, mely utal a héber Chi szóra, ami tüzet jelent.
S.I.T.-Staff röplabdajáték
A SIT vs. Staff röplabda meccsen az elkövetkezendő counselor csapat küzd meg a jelenlegi személyzettel a tábor utolsó hetében.